# Skoruszowy Przechód
Skoruszowy Przechód (słow. Skoruší priechod, ok. 1750 m) – przełączka w masywie Małego Młynarza w słowackich Tatrach Wysokich. Znajduje się pomiędzy północnym, opadającym do Skoruszowego Żlebu filarem północno-zachodniego wierzchołka Małego Młynarza (ok. 1960 m) a Skoruszową Basztą (ok. 1755 m). Filar ten wraz ze Skoruszową Basztą oddziela Skoruszowy Żleb od jego odnogi – Małego Skoruszowego Żlebu opadającego z Wyżniej Skoruszowej Przełęczy.
Skoruszowy Przechód to szerokie, częściowo trawiaste, a częściowo zarośnięte kosodrzewiną siodełko. Skoruszowa Baszta wznosi się tuż po jego północno-wschodniej stronie i zaledwie 5 m nad nim. Autorem nazwy siodełka jest Władysław Cywiński. Ze Skoruszowego Przechodu wychodzi jedna z dróg wspinaczkowych w Małym Młynarzu. W przewodniku W. Cywińskiego opisana jest pod nr 149 (Północnym filarem niższego wierzchołka). Ma trudność VI, A0 w skali tatrzańskiej, czas przejścia 5 godz.. Masyw Młynarza jest jednak zamknięty dla turystów i taterników (obszar ochrony ścisłej Tatrzańskiego Parku Narodowego). Wspinaczka dopuszczalna jest tylko w masywie Małego Młynarza i to tylko od 21 grudnia do 20 marca.